# Lac Tasialujjuaq
Lac Tasialujjuaq är en sjö i Kanada.   Den ligger i regionen Nord-du-Québec i provinsen Québec, i den östra delen av landet, 1 600 km norr om huvudstaden Ottawa. Lac Tasialujjuaq ligger 181 meter över havet. Arean är 162 kvadratkilometer. 
Trakten runt Lac Tasialujjuaq består i huvudsak av gräsmarker. Trakten runt Lac Tasialujjuaq är nära nog obefolkad, med mindre än två invånare per kvadratkilometer.